# ترخس صيني
ترخس صيني (الاسم العلمي:Trechus chinensis) هو نوع من الحشرات يتبع جنس الترخس من فصيلة الخنافس الأرضية.